# Chiesa di San Giacomo Maggiore (Orosei)
La chiesa di San Giacomo Maggiore, detta anche "primaziale", è la chiesa parrocchiale di Orosei, ubicata in piazza del Popolo.

## Storia
(David Herbert Lawrence, Mare e Sardegna)
L'esistenza della chiesa di San Giacomo è attestata dal XIV secolo, ma l'edificio deve la sua attuale conformazione agli ampliamenti e restauri operati a partire dal XVII secolo e conclusi nel 1794, quand'era rettore l'oroseino Ignazio Masala.  Come osservabile in alcune fotografie storiche degli anni 20, un'edicola dedicata alle celebrazioni del Corpus Domini stava sul fianco destro, adiacente alla finta facciata, in maniera simile all'ancora presente edicola della Chiesa delle Anime (Orosei)

## Architettura
L'edificio si poggia su un'emergenza del terreno orientata a sud-ovest, lungo il dislivello del costone basaltico su cui si ancora e nel quale affonda i suoi contrafforti con archi rampanti. Proprio per la sua posizione di rilievo, la parrocchiale ha rappresentato un importante punto di riferimento della valle, dove un tempo era visibile anche a grandi distanze, affermandosi come landmark della valle.  Pur rimanendo solo vagamente percettibili le varie fasi costruttive, l'attuale consolidato impianto della chiesa risale al 1794 ed è di pianta longitudinale, priva di transetto e divisa in tre navate.  
La parrocchiale di Orosei si presenta con la scenografica facciata settecentesca, singolarmente collocata sul lato destro dell'edificio, come quinta propiscente alla scalinata che conduce dal sagrato bastionato alla Piazza del Popolo. Il prospetto si sviluppa su due livelli, separati da una cornice aggettante; il livello inferiore è suddiviso in tre specchi tramite lesene, mentre il livello superiore presenta coronamento a cuspide e due volute laterali. A destra si nota l'articolato complesso di cupole, caratterizzate da tegole in cotto, che coprono il presbiterio e le cappelle circostanti, a cui si affianca l'alto campanile.  Considerata una delle più suggestive opere architettoniche della Sardegna, la parrocchiale esaudisce in pieno, pur con i suoi accenti vernacolari, le esigenze di arredo urbano “con grazia tutta settecentesca” (A. Cavallai Murat) ed è stata lungamente definita "Primaziale di Orosei" nella bibliografia architettonica della Sardegna (primo tra tutti Vico Mossa che la visita più volte e la cita molteplicemente nei suoi volumi sull'architettura in Sardegna), sempre menzionata per il suo caratteristico falso prospetto sudorientale. 

Lo stesso spirito pervade il vicino oratorio della Chiesa delle Anime (Orosei), ma il suo prospetto, regolarmente scandito da quattro lesene sormontate da elaborati capitelli e il coronamento timpanato, impostato su una trabeazione piuttosto aggettante, denunciano una maggiore attenzione verso istanze classiciste. Non solo, ma pur avendo un'impostazione e caratteristiche formali comuni, e pur essendo entrambe le chiese posizionate con importanti piazze sul un fianco, la Parrocchiale e Le Anime affrontano in maniera differente il tema della facciata, che nelle Anime si erge lungo il vicolo laterale ma sempre orientato verso la valle antistante.

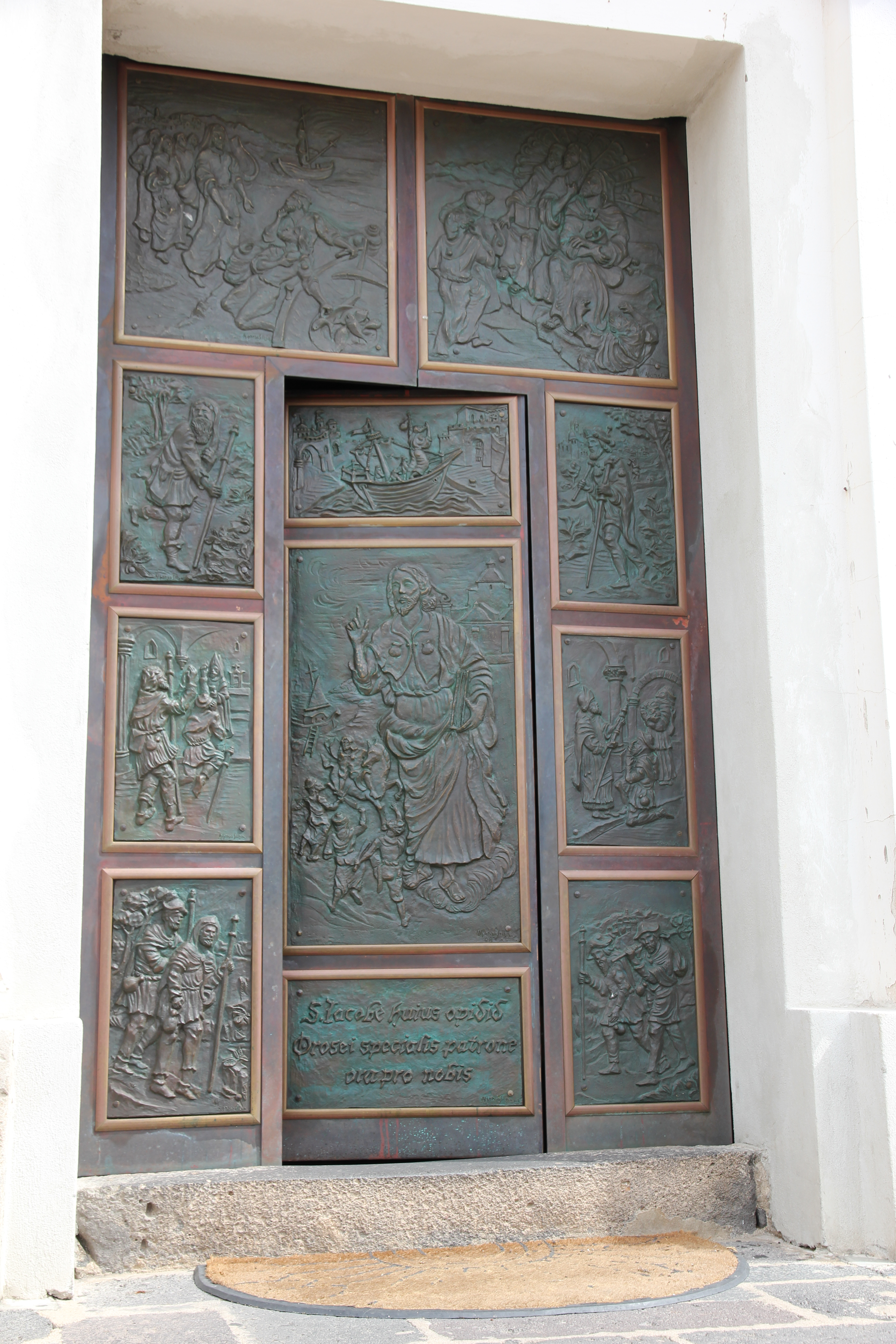
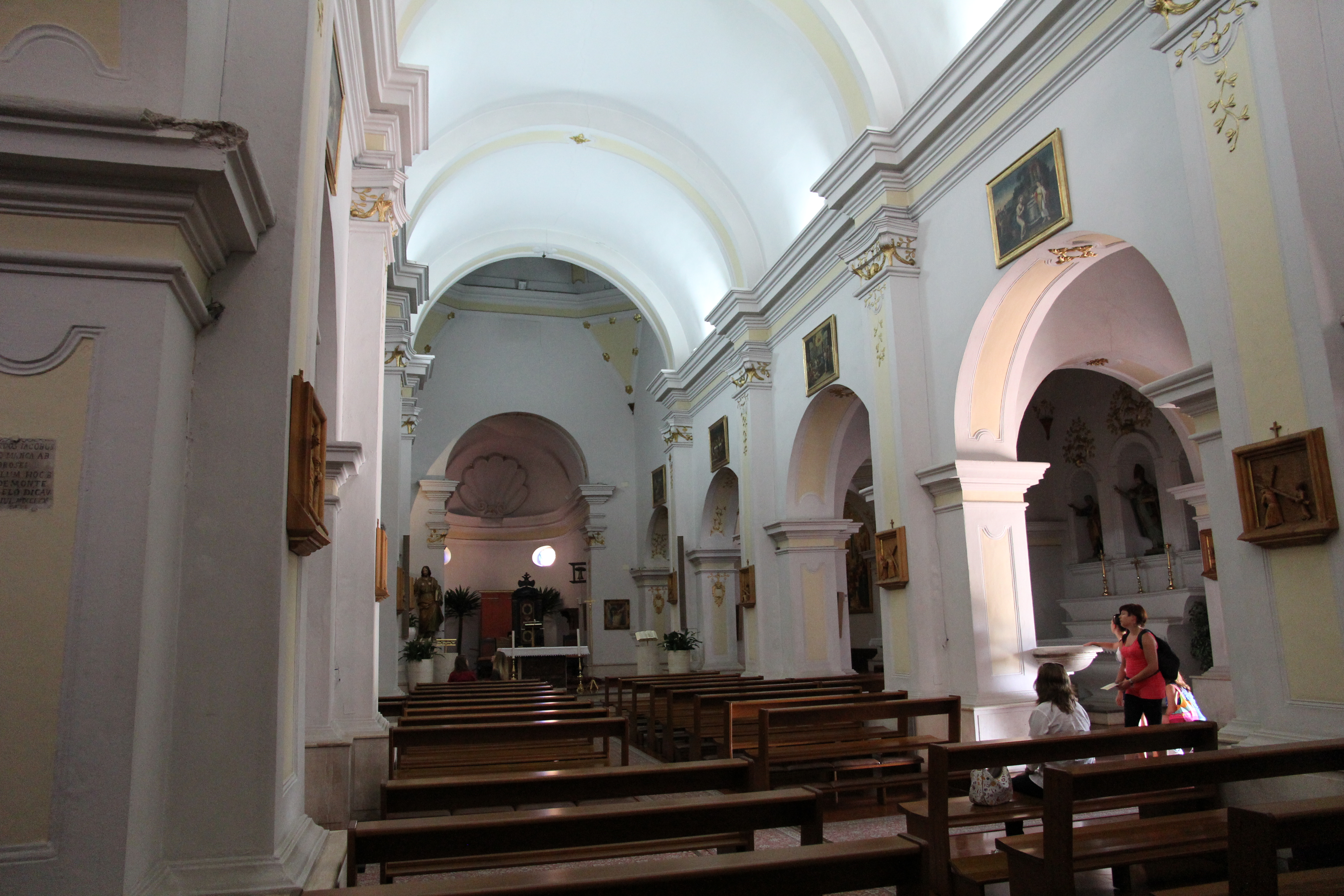
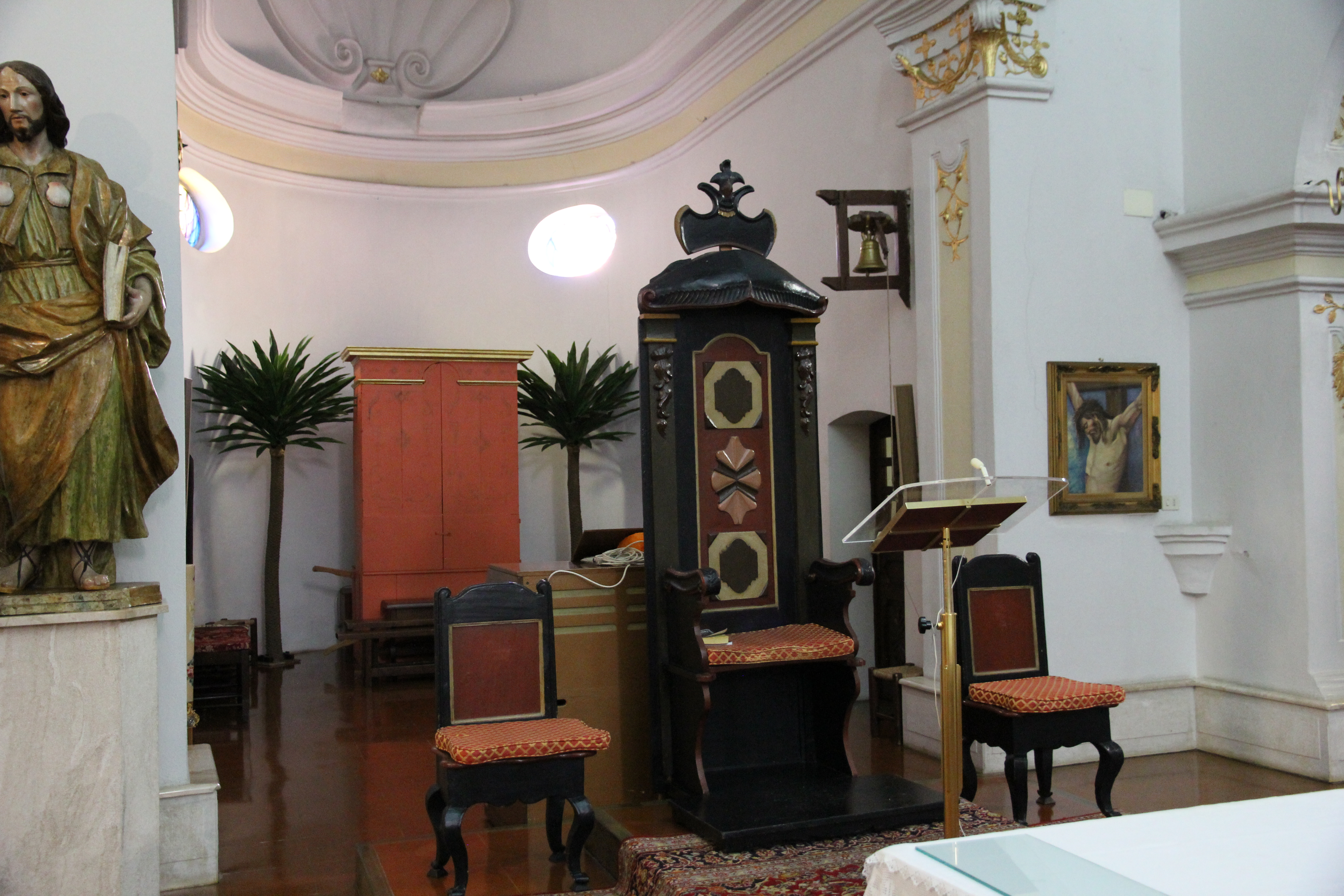
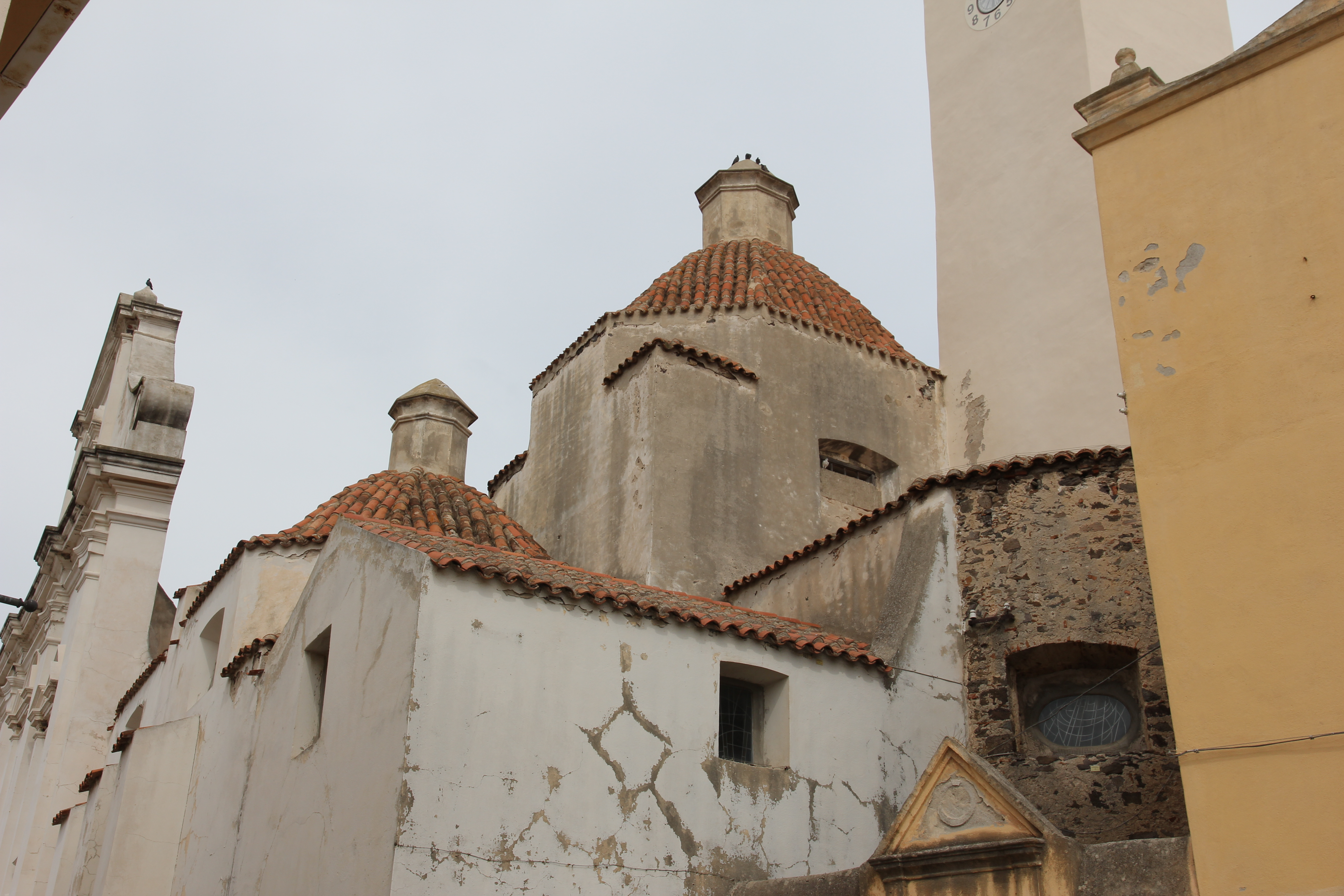